# Dorfkirche Falkenhain (Drahnsdorf)

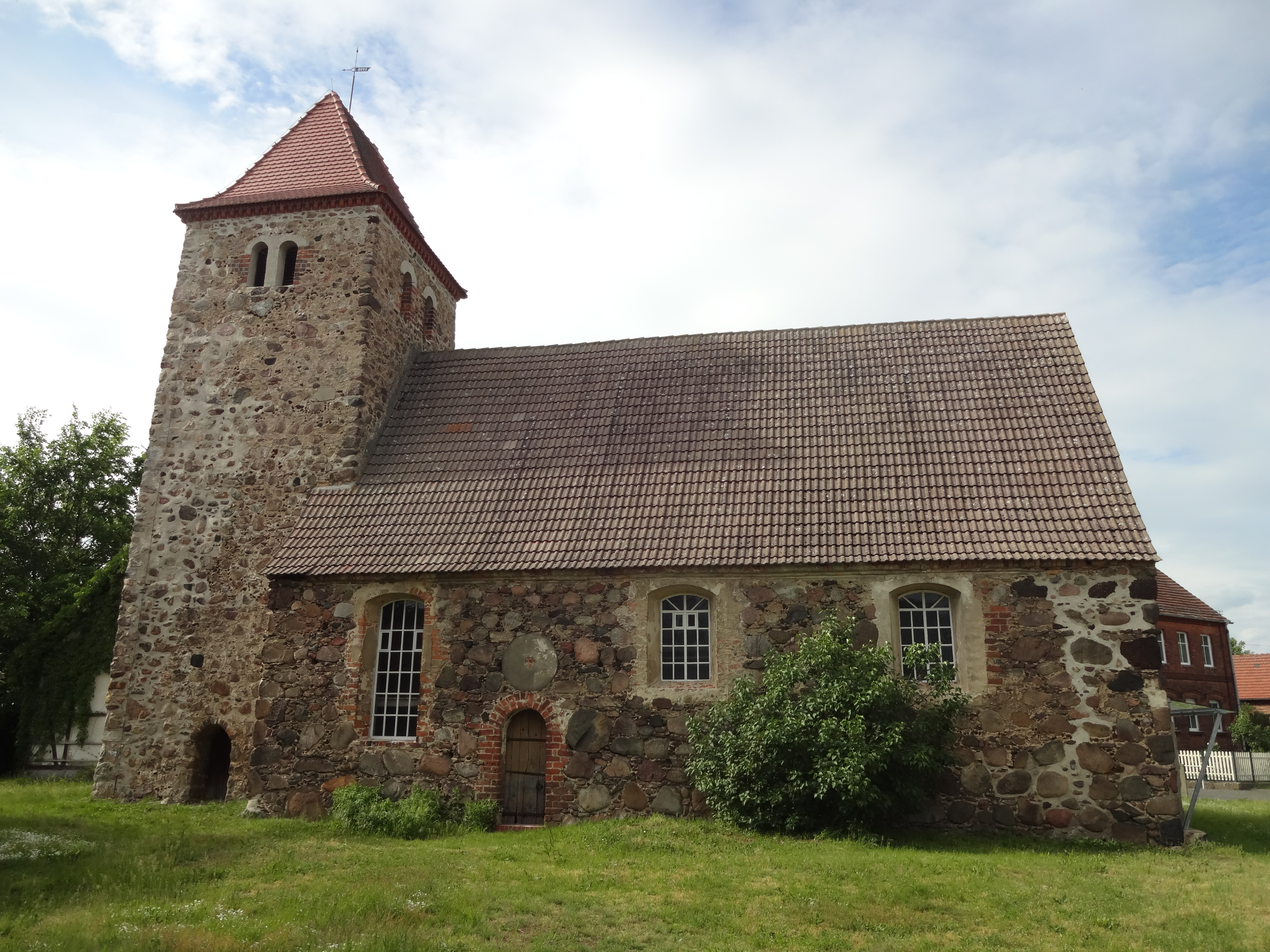
Dorfkirche Falkenhain (2019)

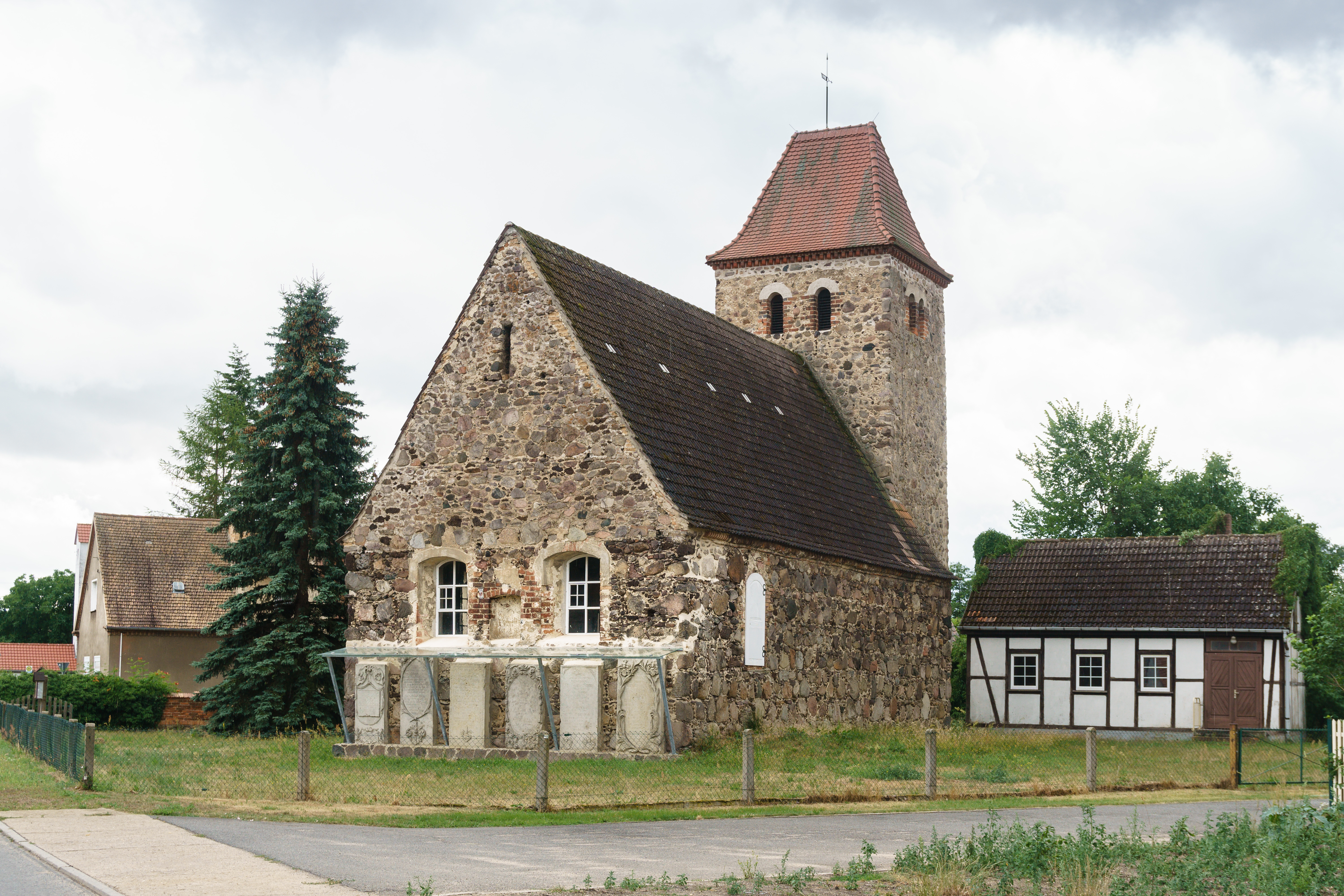
Ansicht von Nordosten (2018)

Die Dorfkirche Falkenhain ist das Kirchengebäude im Ortsteil Falkenhain der Gemeinde Drahnsdorf im Landkreis Dahme-Spreewald in Brandenburg. Es gehört der Kirchengemeinde Falkenhain im Pfarrsprengel Dahme-Beste-Land des Kirchenkreises Niederlausitz, der Teil der Evangelischen Kirche Berlin-Brandenburg-schlesische Oberlausitz ist. Die Kirche steht unter Denkmalschutz.

## Architektur und Geschichte
Die Falkenhainer Dorfkirche ist eine rechteckige Feldsteinkirche im spätgotischen Stil. Sie wurde im späten 14. Jahrhundert errichtet und später barock umgebaut. Die fünf Fenster des Kirchenschiffs, drei an der Süd- und zwei an der Ostwand wurden dabei stichbogig verändert. Die Nordwand ist fensterlos. Der nachträglich im Westen angebaute Kirchturm hat einen leicht rechteckigen Grundriss und ein Walmdach. Der Innenraum hat eine flache Decke. In der Ostwand befindet sich eine spätgotische Sakramentsnische aus Holz. Die Hufeisenempore wurde im 18. Jahrhundert eingebaut, an der Nordseite schließt sich die etwas ältere Patronatsloge an.
Zur Ausstattung der Dorfkirche Falkenhain gehört ein Altaraufsatz aus dem 17. Jahrhundert, der im späten 19. Jahrhundert zu einem Kanzelaltar umgebaut wurde. Die Ädikula ist mit Weinlaubsäulen eingefasst, darüber befindet sich ein Sprenggiebel mit Strahlensonne. Das kelchförmige hölzerne Taufbecken wurde in der Zeit um 1700 gefertigt. Vor der Kirche sind an der Ostwand sechs Grabsteine aus dem 17. Jahrhundert für Mitglieder der Familie Leopard aufgestellt, die als Gutsverwalter für das Adelsgeschlecht Solms tätig waren.

## Orgel
Die Orgel in der Kirche von Falkenhain wurde 1845 gebaut, der Orgelbauer ist unbekannt. Das mechanische Instrument hat sechs Register auf einem Manual und dem Pedal. Es ist stark sanierungsbedürftig und zurzeit (2021) nicht spielbar.
| Manual C–d3 |            |    |
| 1.          | Principal  | 8′ |
| 2.          | Gedackt    | 8′ |
| 3.          | Salicional | 8′ |
| 4.          | Gamba      | 8′ |
| 5.          | Octave     | 4′ |

| Pedal C–d1 |        |     |
| 6.         | Subbaß | 16′ |